# Le Chambon-sur-Lignon
Le Chambon-sur-Lignon là một xã thuộc tỉnh Haute-Loire nam trung bộ nước Pháp. Xã Le Chambon-sur-Lignon nằm ở khu vực có độ cao trung bình 1000 mét trên mực nước biển.
Ban đầu là một xã Huguenot, nó đã trở thành một thiên đường cho người Do Thái chạy trốn Đức Quốc xã trong thế chiến II.
Khoảng 3000-5000 người Do Thái đã trốn thoát khỏi diệt chủng nhờ Chambon-sur-Lignon. Năm 2004, tổng thống Pháp Jacques Chirac đã chính thức công nhận xã anh hùng.
Thị trấn nằm ở hữu ngạn sông Lignon du Velay, sông chảy theo hướng bắc tây bắc và tạo thành ranh giới tây bắc thị trấn.

## Kết nghĩa
- Fislisbach, Thuỵ Sĩ
- Meitar, Israel